# Venticano
Venticano (Vinticàno in dialetto irpino) è un comune italiano di 2 306 abitanti della provincia di Avellino in Campania. Fa parte dell'unione di comuni "Medio Calore", costituita con Montefusco, Montemiletto, Pietradefusi e Torre Le Nocelle.

## Geografia fisica

### Territorio
Venticano sorge nei pressi del confine con la provincia di Benevento.
Il territorio comunale è caratterizzato da un paesaggio morfologico collinare con dislivelli non elevati che danno luogo a pendenze generalmente lievi nelle aree distali delle aste torrentizie o dei valloni mentre, in prossimità delle linee di drenaggio diventano più accentuate. Le quote altimetriche sono comprese tra 183 m s.l.m., alla confluenza tra il torrente Mele e il fiume Calore, e 375 m s.l.m. nel centro storico del comune.
Si tratta di un paesaggio condizionato da un'evidente erosione differenziale a seconda della diversa natura litologica degli affioramenti; infatti è evidente una accentuata erosione nelle aree dove affiorano i complessi litologici a granulometria fine e incoerenti. Tale fenomeno di differenziazione morfologica mostra una progressiva e continua evoluzione che si verifica maggiormente in relazione di eventi meteorologici anche se non particolarmente intensi.
Tracce di dissesti recenti si rilevano in corrispondenza di intese azioni erosive e di scalzamento al piede dei versanti operato dalle acque ruscellanti.
I terreni rilevati nell'area comunale sono costituiti da litotipi di età miocenica, comprendente argille più o meno scagliettate, di colore grigio, ma variabile anche al rosso e al verde, inglobanti pezzame litico calcarenitico, calcareo-marnoso e marnoso. Su tali depositi poggiano, stratigraficamente discordanti, le facies di una unità sedimentaria nota in letteratura come "Bacino Irpino" costituita da una successione di marne e calcareniti (Langhiano - Tortoniano inferiore). Sempre in discordanza con le unità sottostanti troviamo quei depositi prevalentemente clastici noti in letteratura come "Unità di Ariano" (Pliocene inferiore - medio).
Geometricamente sopra le unità già citate si trovano, in discordanza stratigrafica, i depositi di copertura ascrivibili al Quaternario.

### Idrografia
Il sistema idrografico è composto da alcune aste torrentizie di limitata portata, affluenti del Fiume Calore, il più importante è il Torrente delle Mele.

## Origini del nome
Il nome "Venticano" è stato ufficializzato soltanto nel 1948, all'atto dell'istituzione del comune. In precedenza, ad esempio negli scritti settecenteschi di Giuseppe Maria Galanti, la località era detta Campanarello (da campanaro, ossia "campanile"), laddove la forma diminutiva serviva forse a scongiurare confusioni con la più antica Campanaro (situata nello stesso Principato Ultra, ma nella contea di Ariano). Sembrerebbe però che nei documenti medievali l'area fosse già nota come Vetticano o Castrum Venticani, benché si ignorino i confini esatti di tale primitivo insediamento, disabitato già nel 1394. L'etimologia di tali denominazioni è comunque piuttosto oscura, e in merito esistono solo leggende; l'antico toponimo potrebbe essere però sopravvissuto nella vicina Dentecane, frazione della limitrofa Pietradefusi.

## Storia
Il più antico documento medievale su Venticano è dell'880. In tale anno il duca di Benevento, concesse al monastero benedettino di Santa Sofia i beni già posseduti da un tal Leopardo nella località detta “Collina”, e quelli di un tal altro Gualdrando, posti in località Venticano. Venticano non fu un tranquillo possedimento per i Benedettini di Santa Sofia, i quali dovettero affrontare una serie di controversie con alcuni feudatari per poter conservare la proprietà di tale terra. Nel 1350, secondo la bolla di papa Clemente VI, Venticano faceva parte del territorio di Benevento, territorio che solo formalmente era di pertinenza della Chiesa. Durante le guerre tra Angioini e Aragonesi, il casale di Venticano fu ceduto all'abate di Montevergine in cambio di altre terre. Fu proprio un abate Virginiano, Guglielmo IV, a edificare la chiesa di Santa Maria di Venticano, in seguito grangia di Santa Sofia. In seguito alla lotta tra Angioini e Aragonesi, Venticano fu devastato e distrutto nel 1528. Gli abitanti, già decimati dalla guerra, furono colpiti anche dalla peste e, per questa ragione, il luogo venne completamente abbandonato dalla residua popolazione. Divenuto prima proprietà dei Caracciolo e, poi, alienato a favore del Monte della Misericordia di Napoli, Venticano venne concesso, in seguito, in commenda al cardinale Cesare Baronio, con il quale il casale tornò a nuova vita. Nel 1799 fu distrutto per mano dei francesi, capitanati dal generale Championnet. Di Venticano non rimase che la chiesa e il suo campanile. Proprio per questo motivo, la località prese il nome di Campanarello. Dopo una breve parentesi, il vecchio nome Venticano tornò in auge, tanto da dare il nome al nuovo comune.
Nel 1948 infatti, anche se le origini del paese risultano essere ben più lontane, con l'unione dei centri di Campanarello, Castello del Lago e Calore, staccandosi da Pietradefusi, si diede vita al comune di Venticano. Il primo sindaco del Comune è stato l'ingegner Alberto Colarusso, che volle fortemente l'autonomia comunale per valorizzare il territorio e creare l'indipendenza al fine di portare sviluppo economico, basato sullo sfruttamento delle risorse, per lo più agricole, dei luoghi che ora fanno parte del territorio comunale.

### Simboli
Lo stemma e il gonfalone sono stati concessi con DPR n. 2043 del 26.04.1983.
Il gonfalone è un drappo troncato di azzurro e di rosso.

## Società

### Evoluzione demografica
Abitanti censiti

## Cultura

### Prodotti tipici
La cittadina di Venticano è rinomata per la produzione di Vini e Torroni artigianali, oramai esportati in tutto il mondo, nonché per la lavorazione e stagionatura del prosciutto. Il prosciutto di Venticano riflette una delle principali tradizioni contadine delle campagne irpine, ma di Venticano in particolar modo. Infatti, se l'allevamento del maiale è tuttora diffuso in Irpinia in termini di "abitudini familiari", Venticano ha vantato da sempre la facile reperibilità dell'altra materia prima per il completamento del processo di produzione, ovvero il sale. Posta al centro della cosiddetta "Via del sale", che ripercorrendo la strada delle Puglie ricongiungeva Napoli con Margherita di Savoia, sede di famose saline, Venticano ha fatto in modo di trasformare il vantaggio economico derivato dalla sua posizione geografica in una sapiente capacità tecnico-industriale. Così, fin dall'800, numerose famiglie di Venticano si sono specializzate nella salatura e stagionatura di prosciutti e salami, tramandando la propria abilità artigiana di generazione in generazione. Ancora oggi i laboratori locali sono soliti offrire il servizio di lavoro in conto terzi, riflettendo l'antica abitudine di mettere a disposizione di contadini e privati il patrimonio di conoscenze e competenze acquisito in oltre un secolo di attività. Una tradizione dagli importanti risvolti socio-economici e culturali, rafforzata oggi dalle tipiche sagre estive e feste invernali.

## Geografia antropica
Il centro abitato capoluogo del comune è tradizionalmente denominato Campanarello (Campanariéllo in dialetto irpino).
Oltre a Campanarello, fanno parte di Venticano anche le frazioni Castello del Lago (o Castel del Lago) e Calore.

## Amministrazione
Dal 10 giugno 2024 : 
Arturo Caprio sindaco 
Lista Civica “Orizzonte comune” 

### Gemellaggi
- Ferrara

### Altre informazioni amministrative
Il comune fa parte dell'Unione dei comuni Medio Calore.